# نرم گرم
نرم گرم (به هندی: Naram Garam) فیلمی هندی محصول سال ۱۹۸۱ و به کارگردانی هریشیکش موکرجی است. در این فیلم بازیگرانی همچون آمل پالکار، سواروپ سمپات، اوتپال دوت، ای. کی. هانگال و اوم پراکاش ایفای نقش کرده‌اند.